# Mediouna (tribu)
Pour les articles homonymes, voir Mediouna.
 (avril 2025).
Si vous disposez d'ouvrages ou d'articles de référence ou si vous connaissez des sites web de qualité traitant du thème abordé ici, merci de compléter l'article en donnant les références utiles à sa vérifiabilité et en les liant à la section « Notes et références ».
Les Mediouna constituent une tribu arabophone d'origine berbère zénète, dont le territoire se trouve dans la plaine de la Chaouia marocaine, couvrant partiellement l'emplacement de l'actuelle ville de Casablanca. Elle se compose de huit fractions : les Oulâd Medjatiya, les Hâreth Ahl et les Tirs, les Oulâd Haddou (mélange de Mediouna avec les tribus Mzab et Doukkalas voisines), les Oulâd Mes'oûd, les Hefafr, Oulâd Ben 'Omar et les Amamra.
La superficie de son territoire couvrait, au début du XXe siècle, une superficie de 450 km2. C’était donc des trois tribus de Casablanca-banlieue (Mediouna, Oulàd Ziyân et Zenata) la plus importante par son étendue. Ainsi, en 1913, sa population était d'environ 9 000 individus répartis entre 1 960 tentes.

## Origines et histoire
Les Mediouna sont d'origine berbère et font sans doute partie de la fraction Zénète des Béni Faten, issus, suivant les théories des généalogistes aujourd'hui remises en question, de Faten fils de Tenzit, fils de Daris, fils de Zahhik, fils de Madghis El-Abter. Les Béni Faten s'étaient, avant l'islam, convertis au judaïsme, puis partiellement au christianisme. Ils habitaient alors les régions voisines de Tlemcen, depuis la montagne du Djebel Béni Ràched, jusqu'à celle qui s'élève au sud d'Oujda et qui porte leur nom. Lors de la conquête de l'Espagne, un grand nombre passèrent dans ce pays, et une autre fraction s'établit au sud de Salé. Quand les Beni Toudjin et les Beni Râched eurent conquis le Maghreb central, les Mediouna, trop faibles pour opposer une résistance efficace à ces tribus également Zénètes, furent expulsés des territoires qu'ils occupaient et se répandirent un peu partout. C'est à ce moment sans doute qu'un certain nombre d'entre eux vinrent s'établir dans la zone littorale de la Chaouïa.
Les Mediouna du pays des Châouïa seraient donc un des restes de la grande tribu zénète des Béni Faten. Il est intéressant de remarquer que les Mediouna, chassés de leur pays par deux tribus zénètes, firent probablement partie, dans la Chaouïa, d'une nouvelle confédération zénète, puisqu'ils devinrent les voisins des Zenata établis dans la même région. 
Au XIXe siècle les Mediouna se rattachèrent au groupe des Chehaouna et se partagèrent avec les Zenata et les Oulâd Bou Rezq tout le plateau littoral, d'où ils furent refoulés vers la côte.
Lors des troubles précédents le bombardement de Casablanca du 5 au 7 août 1907, les Mediouna furent, des trois tribus avoisinant la ville, ceux qui montrèrent le plus d'acharnement dans la lutte contre les Français. Après avoir déversé sur la ville des bandes de cavaliers, les Mediouna la mirent au pillage et résistèrent avec opiniâtreté à la pénétration française et ne se soumirent qu'après les Zenata et les Oulad Ziyân
,.

## Territoire
Le territoire de la tribu des Mediouna était délimité par celui des Zenata à l'est, des Oulad Ziyân et des Oulâd Harîz au sud, des Soualem (fraction des Oulad Ziyân) à l'ouest et par l'océan Atlantique au Nord sur une longueur de 38 km. La superficie totale de son territoire était d'environ 450 km2; c'est donc des trois tribus de Casablanca-banlieue la plus importante par son étendue. 

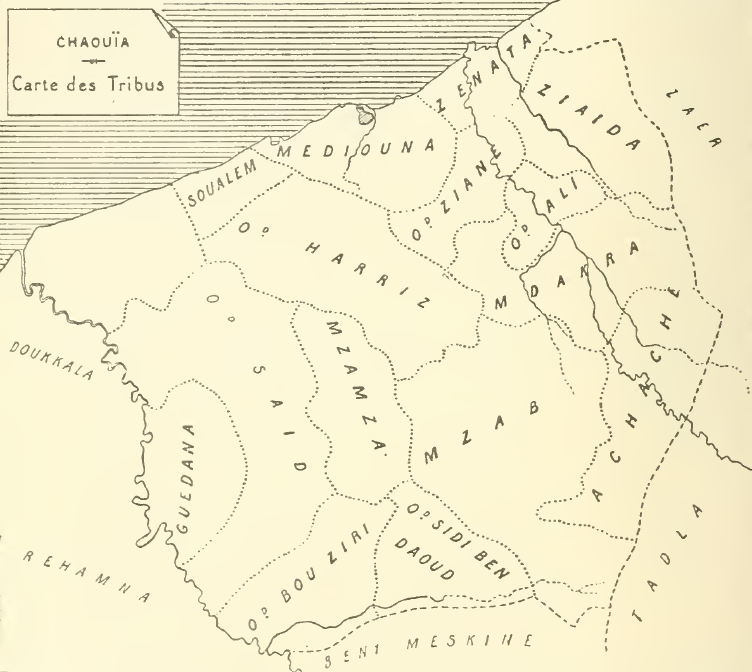
Bureau Topographique du Maroc Occidental-Carte des territoires des différentes tribus de la Chaouïa-1915.

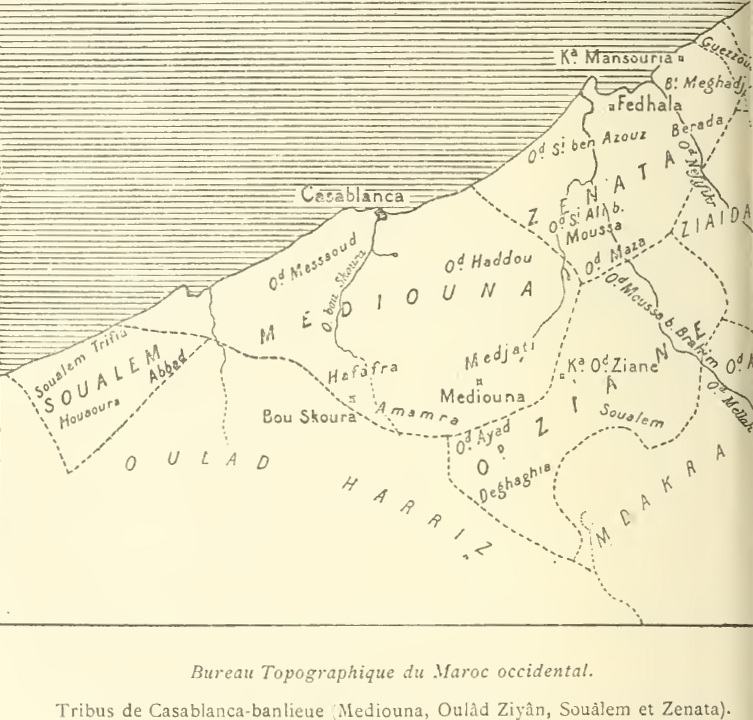
Bureau Topographique du Maroc Occidental - Tribus de Casablanca Banlieue (Mediouna, Oulad Ziyân/Soualêm et Zenata).

Sauf à la lisière sud où se trouvait une bande de terre riche mais restreinte, la plus grande partie du sol des Mediouna entrait dans la catégorie des terres légères et caillouteuses dites « Sâhel ». Elles étaient en général peu fertiles, du fait de la minceur de la couche de terre arable. De ce fait, elle était en majorité recouverte de palmiers nains et servait de terrain de parcours aux troupeaux du voisinage.
Les principaux cours d'eau qui sillonnaient le territoire des Mediouna sont l'Oued Bou Skoura, l'Oued Tit Mellil, l'Oued Merzek et l'Oued Hasan, affluent de l'Oued El-Melah.  Les sources les plus importantes étaient quant à elle Aïn Khadour, près de l'Oued Qouria, 'Aïn Seba, 'Aïn Sidi Brahim, 'Aïn Rebouilha près de Sidi Brahim, 'Aïn Tehenga, 'Aïn Dissa, 'Aïn Màzi, 'Aïn Bourdja et 'Aïn Sidi 'Abdallah Bel-Hàdj. De par ces cours d'eau et nombreuses sources, la tribu était très bien pourvue en eau avec une moyenne d'un puits par douar.
Le centre du pouvoir de la tribu des Mediouna, domicile du caïd, était situé dans la Kasbah de Mediouna. Cette grande Kasbah, à laquelle le Sultan faisait parfois les honneurs d'un séjour, était située au carrefour des pistes de Settat, du Boucheron, du Camp Boulhaut et de Casablanca. Elle fut construite au dix-huitième siècle par le caïd Ali ben El-Hasan El-Mediouni. D'après le Kitâb El-Istiqça, elle fut mise au pillage par les troupes de Moulay Slimân en 1797 (an 1211 de l'hégire), les vainqueurs y trouvant alors un butin considérable. La Kasbah de Mediouna était un lieu de Mi'âd avant l'occupation française. Comme la plupart des autres kasbah des Châouïa, elle est en grande partie détruite aujourd'hui.

## Notables
La tribu des Mediouna était divisée en sept cheikhats, correspondant aux 8 fractions de la tribu (les Hâreth Ahl et les Tirs étant soumis au même cheikh). Les Cheikhs étaient traditionnellement issus des familles suivantes : les Medjati (Oulâd Medjatiya), les Haddioui (Oulâd Haddou), les Messoudi (Oulâd Mes'oûd), les Harithi (Hâreth Ahl et Tirs), les Abd-El-Khalaq (Hefafra), les Benmohammed (Oulâd Ben 'Amar) et les Ammari (Amamra).
Les Mediouna ne comptent que très peu de Chorfa à l'exception des Oulâd Haddou,  originaires de la Sàguïat El-Hamra et de descendance idrissides, de même que les Oulâd Sidi 'Abbou, frères des Hadjâdjma et les 'Azzouqa. 
Les familles de Mouràbitin sont les Messoudi (Oulâd Mes'oûd), en possession de plusieurs dhâhirs, et les Benmohammed (Oulad ben 'Amar).